# 7 Flowers
7 Flowers hay 7F (tiếng Trung: 七朵花; bính âm: Qī duo huā; Hán-Việt: Thất Đóa Hoa) là một nhóm nhạc nữ của Đài Loan, nằm dưới sự quản lý của công ty Jungiery. 7F lần đầu ra mắt công chúng là trong album nhạc phim "Vũ Vương". Nhóm được thành lập năm 2004, ban đầu có tất cả bảy thành viên, sau đó Khâu Vĩ Phân (Man Đầu), Châu Lịch Sầm (Tử Tử) và Vương Vũ Tiệp rời nhóm nên chỉ còn bốn thành viên hoạt động chung là Trần Kiều Ân, Triệu Hồng Kiều (Tiểu Kiều), Khuất Mân Khiết (Tiểu Khiết) và Lại Vi Như. Năm 2005, Tiểu Kiều và Trần Kiều Ân trở nên nổi tiếng sau khi tham gia bộ phim "Hoàng tử ếch", kéo theo vào tháng 10 cùng năm, album "7 Flowers" ngay ngày đầu tiên đã tiêu thụ được hơn 40.000 bản. Thành viên 7F còn tham gia phim "Phép màu" với tư cách khách mời và hát ca khúc nhạc phim là "Maze". Năm 2007, bốn thành viên ra hoạt động riêng lẻ ở các lĩnh vực khác nhau. Đến năm 2010 thì nhóm không còn là "Bảy đoá hoa" nữa mà chỉ còn hai thành viên là Tiểu Kiều và Vi Như.